# Bach Collegium Japan
Bach Collegium Japan (BCJ) es una academia musical compuesta por una orquesta y un coro especializados en música barroca y tocando instrumentos de dicho periodo. Fue fundada en 1990 por Masaaki Suzuki, cuyo propósito fue introducir a las audiencias japonesas a la música clásica occidental. Suzuki es hasta el día de hoy el director de la orquesta. La agrupación ha completado la grabación de todas las Cantatas de Bach. Dicho proyecto se extendió de 1995 al 2013 constituyendo más de la mitad de la discografía de la misma.

## Historia
El ensamble fue formado en 1990 por Masaaki Suzuki, el cual aun es su director. Desde entonces, se ha convertido en un ensamble de ejecutantes altamente demandados, colaborando con artistas europeos tales como  Max von Egmond, Nancy Argenta, Christoph Prégardien, Peter Kooy, Monika Frimmer, Michael Chance, Kai Wessel, Gerd Türk, Michael Schopper y Concerto Palatino.
El ensamble ha llevado a cabo giras por Asia, Europa y Norteamérica, con muchas presentaciones y festivales culturales, tales como el Festival de Edimburgo, el Festival de artes de Hong Kong, el Festival Internacional Cervantino, el Festival de Bach en Leipzig, el Festival de Bach de Oregón y el Festival de música clásica de Boston. Cinco años después de que el Collegium fuese fundado, el ensamble comenzó un proyecto para grabar todas las Cantatas de Bach finalizando en el 2013. Dicho proyecto fue producido por la compañía discográfica sueca BIS; la recopilación fue ejecutada en una capilla cristiana en la universidad de Kobe, una de las pocas iglesias cristianas en Japón suficientemente grandes para ejecutar apropiadamente tales obras. Estas grabaciones constituyen más de la mitad de la discografía del ensamble, la cual consta de 99 álbumes.

## El ensamble
El Collegium tiene sedes en Tokio y Kobe, con el objetivo de introducir a la audiencia japonesa a la música barroca con instrumentos de la época. El ensamble consiste en una orquesta barroca y un coro con alrededor de 20 voces y 25 instrumentistas en cada presentación. A diferencia de la mayoría de las orquestas japonesas, esta contiene una sección líder femenina y cuenta con un grupo selecto de instrumentistas europeos. La sección vocal solista es una mezcla de cantantes japoneses y extranjeros teniendo, el director, como argumento principal que si el Collegium solamente empleara instrumentistas europeos no habría mayor distinción respecto a otros ensambles del periodo.

## Carrera artística
La atención del ensamble, por la cual son reconocidos, se centra en las obras de Bach y otros compositores alemanes protestantes que influenciaron a este, tal como Dietrich Buxtehude, Heinrich Schütz, Johann Hermann Schein y Georg Böhm. Son mejor conocidos por su interpretación de las Cantatas de Bach, además de las de sus Pasiones, junto a "El Mesías" de Händel y las "Vísperas de la beata Virgen" de Monteverdi. La mayoría de sus trabajos son para coros completos, pero también se ha presentado en programas más pequeños para solistas y pequeños grupos vocales.
De acuerdo con la BBC, el acercamiento de Suzuki a la música de Bach cae entre las presentaciones grandes modernas con largos ensambles, y las puristas con una voz por personaje. La interpretación se dirige sutilmente evitando los acentos abruptos, ornamentaciones y  “tiempos desenfrenados” que a veces acompañan a las interpretaciones de música barroca. La BBC ha declarado que sus interpretaciones tienen una claridad y musicalidad alta, pero a veces pueden parecer carentes de fuerza. Las interpretaciones de las cantatas son estéticamente fluidas e idiomáticas, dado que los intérpretes viven y respiran la música de Bach con tanta inmediatez como si hubieran sido compuestas ayer.

## Miembros

### Masaaki Suzuki
Masaaki Suzuki (n. 1954) fundó el Collegium después de haber sido invitado a inaugurar una sala de conciertos en Osaka reuniendo dos ensambles que se encontraban ya bajo su dirección. Suzuki es un pionero de la ejecución de música clásica en el este de Asia y una autoridad internacional en Bach. Se graduó en la Universidad Nacional de Tokio de Bellas Artes y Música, y más tarde fue al conservatorio de Sweelinck de Ámsterdam estudiando bajo la dirección de Piet Kee y Ton Koopman.

### Coro
El coro de esta agrupación ha estado formado por los siguientes miembros:
| Sopranos - Hana Blažíková - Minae Fujisaki - Haruhi Fukaya - Megumi Fukuda - Yoshie Hida - Tamiko Hoshi - Mihoko Hoshikawa - Sophie Junker - Naoco Kaketa - Naho Kashiwabara - Yumiko Kurisu - Joanne Lunn - Aki Matsui - Dorothee Mields - Maria Mochizuki - Sachiko Muratani - Miki Nakayama - Rachel Nicholls - Yukari Nonoshita - Chiyuki Okamura - Carolyn Sampson - Eri Sawae - Kozue Shimizu - Midori Suzuki - Mikiko Suzuki - Kristen Witmer - Naoko Yamamura - Aki Yanagisawa | Altos - Yuko Anazawa - Hiroya Aoki - Kelly Baxter - Pascal Bertin - Robin Blaze - Naoko Fuse - Damien Guillon - Mutsumi Hatano - Maria Koshiishi - Tomoko Koike - Yumiko Kono - Noriyuki Kubo - Clint van der Linde - Kiyoko Masuda - Yoshikazu Mera - Yoko Nagashima - Toshiharu Nakajima - Yumi Nakamura - Claudia Schmitz - Hiromi Shimomura - Kirsten Sollek-Avella - Hiroko Suzuki - Tamaki Suzuki - Akira Tachikawa - Chiharu Takahashi - Yukie Tamura - Sumihito Uesugi - Masako Yui - Matthew White - Michael Wisdom - Makiko Yamashita | Tenores - Charles Daniels - Yusuke Fujii - Christoph Genz - James Gilchrist - Hiroyuki Harada - Mattijs Hoogendijk - Hiroto Ishikawa - Eriya Itabashi - Takayuki Kagami - Koki Katano - Jan Kobow - Wolfram Lattke - Tadashi Miroku - Satoshi Mizukoshi - Katsuhiko Nakashima - Shinya Numata - Takanori Ohnishi - Nicholas Phan - Makoto Sakurada - Michio Shimada - Jun Suzuki - Yosuke Taniguchi - Akira Takizawa - Gerd Türk - Andreas Weller - Yasuo Uzuka - Zachary Wilder - Tai-ichiro Yasutomi | Bajos - Daisuke Fujii - Jun Hagiwara - Yoshiya Hida - Christian Immler - Toru Kaku - Hirotaka Kato - Peter Kooy - Stephan MacLeod - Masumitsu Miyamomo - Jumpei Niimi - Tetsuya Odagawa - Yoshitaka Ogasawara - Tetsuya Oi - Yasunori Okumura - Kazuhiko Ono - Naoki Sasaki - Paul Max Tipton - Chiyuki Urano - Bart Vandewege - John Taylor Ward - Yusuke Watanabe - Roderick Williams - Dominik Wörner - Yukihiro Yamamoto - Seiji Yoshikawa |

### Orquesta
En la orquesta la agrupación ha contado con los siguientes miembros:
- Violines: Makoto Akatsu, Mika Akiha, Yuko Araki, Akira Harada, Miho Hashizume, Paul Herrera, Shiho Hiromi, Makoto Itoh, Takeshi Kiriyama, Yoshiko Morita, Satoki Nagaoka, Luna Oda, Mari Ono, Azumi Takada [líder], Yuko Takeshima, Ryo Terakado [líder], Kaori Toda, Natsumi Wakamatsu [líder], Amiko Watabe, Keiko Watanabe, Ayaka Yamauchi, Yukie Yamaguchi
- Violín piccolo: Natsumi Wakamatsu
- Violas: Makoto Akatsu, Mika Akiha, Mina Fukazawa, Akira Harada, Yoshiko Morita, Ryoko Moro'oka, Hiroshi Narita, Stephan Sieben, Azumi Takada, Ryo Terakado, Amiko Watabe, Keiko Watanabe
- Viola d'amore: Ryo Terakado
- Violonchelos: Norizumi Moro'oka, Hidemi Suzuki [Director], Shuhei Takezawa, Mime Yamahiro, Toru Yamamoto
- Violonchelo piccolo: Dmitry Badiarov
- Violas da gamba: Hiroshi Fukuzawa, Masako Hirao, Kaori Uemua
- Violones: Takashi Konno, Yoshiaki Maeda, Seiji Nishizawa, Shigeru Sakurai
- Contrabajos: Yoshiaki Maeda, Seiji Nishizawa, Shigeru Sakurai
- Flautas dulces: Koji Ezaki, Jun-ichi Furuhashi, Yoshimichi Hamada, Kazuo Hanaoka, Akimasa Mukae, Rika Shinohila, Shigeharu Yamaoka
- Flautas traveseras: Kanae Kikuchi, Liliko Maeda, Kiyomi Suga
- Flauta piccolo: Dan Laurin
- Oboes, oboes d'amore, taille: Patrick Beaugiraud, Alfredo Bernardini, Koji Ezaki, Taka Kitazato, Yukari Maehashi, Thomas Meraner, Ayaka Mori, Atsuko Ozaki, Marcel Ponseele, Masamitsu San'nomiya, Tomofumi Shohji
- Oboe da caccia: Koji Ezaki, Yukari Maehashi, Masamitsu San'nomiya
- Fagotes: Kiyotaka Dohsaka, Sei'ichi Futakuchi, Takako Kunugi, Yukiko Murakami
- Trompas: Olivier Darbellay, Jean-François Madeuf, Claude Maury, Thomas Müller, Graham Nicholson, Olivier Picon, Gilles Rapin, Lionel Renoux, Toshio Shimada
- Corno da caccia: Olivier Darbellay, Jean-François Madeuf, Thomas Müller, Yoshimitsu Osada, Jérôme Princé, Toshio Shimada. Munenori Yamagami
- Corno da tirarsi: Toshio Shimada; Oboes: Masamitsu San'nomiya, Atsuko Ozaki;
- Trompetas: Jean-Charles Denis, Guy Ferber, Philippe Genestier, Emiko Ikeda, Yoshio Kobayashi, Osamu Kumashiro, Jean-François Madeuf, Ayako Murata, Graham Nicholson, Yoshnnitsu Osada, Gilles Rapin, Hidenori Saito, Toshio Shimada [Director], Munenori Yamalami
- Tromba da tirarsi (trompeta deslizante): Toshio Shimada
- Clarino: Toshio Shimada
- Corneta: Yoshimichi Hamada, Daisuke Hosokawa, Kuniko Ueno
- Trombones: Wim Becu, Hirotsugu Fukujin; Katsumi Hagiya, Yoshio Kobayashi, Graham Nicholson, Harry Ries, Toshio Shimada, Charles Toet, Masaru Tonegawa
- Timbales: Yoshihiro Ando, Shigemitsu Eiso, Thomas Holzinger, Takaaki Kondo, Shoichi Kubo, Toshiyuki Matsukura, Rizumu Sugishita, Maarten van der Valk
- Laúd: Shizuko Noiri
- Órgano: Naoko Imai, Itsuko Noto, Masaaki Suzuki, Masato Suzuki
- Clavicémbalo: Mizuho Doi, Mamiko Nagahisa, Mamiko Nirgahisa, Naoya Otsuka, Masaaki Suzuki, Masato Suzuki